# Sikensi (département)
Le département de Sikensi est un département de Côte d'Ivoire. 